# Supercopa de España femenina de baloncesto 2003
La Supercopa de España femenina de baloncesto 2003 o SuperCopa LF 2003 fue la edición inaugural de esta competición, que enfrenta al vigente campeón de liga con el campeón de la Copa de la Reina. Se disputó en el Pabellón Fuente de San Luis de Valencia, Comunidad Valenciana, el día 9 de octubre de 2003, donde  el Ros Casares Valencia conquistó la primera edición de este torneo.

## Equipos participantes
Los equipos participantes fueron:
| Equipo               | Clasificación                    | Participación |
| -------------------- | -------------------------------- | ------------- |
| Ros Casares Valencia | Campeón de la Liga Femenina      | 1.ª           |
| UB-FC Barcelona      | Finalista de la Copa de la Reina | 1.ª           |

## Final
| 9 de octubre de 2003 | Ros Casares Valencia | 69–60 | UB-FC Barcelona | Valencia                                                                        |
|                      |                      |       |                 |                                                                                 |
|                      |                      |       |                 | Pabellón: Pabellón Fuente de San Luis Asistencia: 5000 espectadores Televisión: |

### Plantillas
| #          | Jugadora           |
| ---------- | ------------------ |
|            | Elisa Aguilar      |
|            | Suet Batkovic      |
|            | Lucienne Berthieu  |
|            | Trisha Fallon      |
|            | Marta Fernández    |
|            | Jessie Hicks       |
|            | Kedra Holland-Corn |
|            | Íngrid Pons        |
|            | Amaya Valdemoro    |
|            | Sandra Ygueravide  |
|            | Sandy Brondello    |
| Entrenador |                    |
|            |                    |

| Campeonas de la Supercopa de España femenina de baloncesto 2003 |
| --------------------------------------------------------------- |
| Ros Casares Valencia 1er título                                 |

| MVP:            |
| --------------- |
| Sandy Brondello |

| #          | Jugadora            |
| ---------- | ------------------- |
|            | Maite Checa         |
|            | Andrea Congreaves   |
|            | Érika de Souza      |
|            | Sandra Gallego      |
|            | Michelle Maglisceau |
|            | Silvia Mesa         |
|            | Laia Palau          |
|            | Tracy Reid          |
|            | Mar Rovira          |
|            | Isabel Sánchez      |
| Entrenador |                     |
|            |                     |